# Stenocercus variabilis
Espèce
Synonymes
- Stenocercus juninensis Shreve, 1941

Stenocercus variabilis est une espèce de sauriens de la famille des Tropiduridae.

## Répartition
Cette espèce se rencontre :
- en Bolivie dans le département de La Paz ;
- au Pérou.

## Publication originale
- Boulenger, 1901 : Further descriptions of new reptiles collected by Mr. P. O. Simons in Peru and Bolivia. Annals and Magazine of Natural History, ser. 7, vol. 7, n. 42, p. 546-549 (texte intégral).